# Грудоспинная артерия
Грудоспинна́я арте́рия (лат. arteria thoracodorsalis) — ветвь подмышечной артерии в области подгрудного треугольника, продолжает направление ствола подлопаточной артерии. Она идет вниз вдоль задней стенки подмышечной ямки по латеральному краю лопатки в щели между m. subscapularis и mm. latissimus dorsi et teres major до нижнего угла лопатки, заканчиваясь в толще m. latissimus dorsi. Грудоспинная артерия анастомозирует с глубокой ветвью поперечной артерии шеи (r. profundus a. transversae colli).